# Ageratina shastensis
Ageratina shastensis là một loài thực vật có hoa trong họ Cúc. Loài này được (D.W.Taylor & Stebbins) R.M.King & H.Rob. mô tả khoa học đầu tiên năm 1980.